# Beverino
Beverino é uma comuna italiana da região da Ligúria, Província da Spezia, com cerca de 2.228 habitantes. Estende-se por uma área de 35 km², tendo uma densidade populacional de 64 hab/km². Faz fronteira com Borghetto di Vara, Calice al Cornoviglio, Follo, Pignone, Riccò del Golfo di Spezia, Rocchetta di Vara, Vernazza.

## Demografia
| Variação demográfica do município entre 1861 e 2011                               |
|                                                                                   |
| Fonte: Istituto Nazionale di Statistica (ISTAT) - Elaboração gráfica da Wikipedia |